# Ehrentheil Móric
Ehrentheil Móric (Szilágynagyfalu, 1825. – Budapest, 1893. december 27.) pedagógus, író, újságíró.

## Élete
Szülei rabbinak szánták, s akkori szokás szerint kizárólag héber oktatásban részesítették. Tizennégy éves korában az érmihályfalvai talmudiskolát látogatta, majd a pozsonyi rabbiképző főiskolára ment A hivatásszerű hittudománnyal azonban fölhagyott, azt később is csak mint tudományt ápolta. 1845-ben Szalacson vállalt állást mint nevelő és tanító, s annak ellenére hogy magyarul és németül írni, olvasni nem tudott, jelentékeny héber tudása miatt elnézték neki. A gyermekeket más tantárgyakra az odavaló urasági nevelő oktatta, s a két nevelő is kölcsönös tanítója volt egymásnak. 1847-ben a hódmezővásárhelyi izraelita népiskolában tanított és a bibliát magyar fordításban adta elő. 1848-49-ben a zsidó iskolát honvédkórházzá alakíttatták át. A szabadságharc lezajlása után elhagyta a várost és 1851-ben az apostagi izraelita hitközségnél vállalt tanítói állást, majd a pécsi katolikus tanítóképző intézetnél vizsgát tett és főelemi tanítói oklevelet nyert. Ezután mint tanító s igazgató a nagykőrösi, jászberényi, bonyhádi, aradi, debreceni és győri izraelita községi iskoláknál működött. 1867-től a fővárosban élt. Tudományos cikkeket közölt különböző lapokba és folyóiratokba.

## Családja
Felesége Pollák Judit (1835–1907) volt, Pollák György és Klein Sára lánya.
Gyermekei
- Ehrentheil Gábor (1860–1943)[4]
- Ehrentheil Márkus (1863–1942) kereskedő. Felesége Bachrach Ludmilla (1855–1929) volt.[5]
- Pogány (Ehrentheil) József (1868–1943)[6] biztosítótársasági cégvezető. Első felesége Lanator Hermina (1869–?) ,[7] második felesége Bartha Emília (1876–1938) volt.
- Ehrentheil Lajos (1870–1942) biztosítóintézeti hivatalnok. Felesége Spitzer Riza (1875–1957) volt.[8]
- Ehrentheil Rozália (1873–1951)
- Ehrentheil Ilona (1876–?). Férje Lakos (Löblovits) Gyula magántisztviselő volt.[9]
- Ehrentheil Arnold (1880–1947)

## Művei
- Magyar nyelvtan (Erényi Mór álnév alatt);
- Kleine deutsche Sprachlehre (1865);
- Jüdische Charakterbilder (1866);
- Héber-magyar szótár Mózes öt könyvéhez (Sárospatak, 1868);
- Jüdisches Familienbuch (1880);
- Der Geist des Talmud (1880);
- Reception und Orthodoxie (1892).

Ezeken kívül két folyóiratot is adott ki rövid ideig: Jüdische Volksschule és Das traditionelle Judentum címen, utóbbit Dr. Freud álnéven.